# Doina Dumitrescu-Ionescu
Doina Dumitrescu-Ionescu (n. 17 iulie 1949, Sibiu, România) este un medic chirurg român, care a contribuit la crearea Asociației Chirurgilor Plastici Români și este creatoare a microchirurgiei reconstructive în România.

## Biografie
Este absolventă a Universității de Medicină și Farmacie Cluj. Între anii 1976-1979 s-a specializat în Chirurgie Plastică Reparatorie, dezvoltând Microchirurgia Reconstructivă, având contribuții importante în concepția microchirurgiei reconstructive internaționale, cu implicații teoretice fundamentale, chirurgicale, sociale, de recuperare, clinice, etc. În 1979 devine profesaoră la Universitatea de Medicină și Farmacie Carol Davila, specialitatea Chirurgie Plastică-Microchirurgie Reconstructivă. Între decembrie 1979 și decembrie 2005, Doina Dumitrescu-Ionescu a operat peste 3000 de pacienți cu leziuni ale nervilor periferici.

## Lucrări publicate
- 1989 - Microchirurgia nervilor periferici.
- 1995 - Microchirurgia reconstructivă în România.
- 1999 -  Microchirurgia reconstructivă.[4]